# R d'Andròmeda
R d'Andròmeda (R Andromedae) és una estrella variable de tipus Mira de la constel·lació d'Andromeda. El seu tipus espectral és S, perquè mostra bandes d'absorció de monòxid de zirconi al seu espectre. Fou una de les estrelles on es trobà línies d'absorció de tecneci, un element inestable, establint que podria produir-se nucleosíntesi a l'estrella. La molècula SH es va trobar per primera vegada fora de la Terra a l'atmosfera d'aquesta estrella. L'estrella perd massa a causa dels vents estel·lars a un ritme de 1,09×10−6 M☉/any.

## Variabilitat

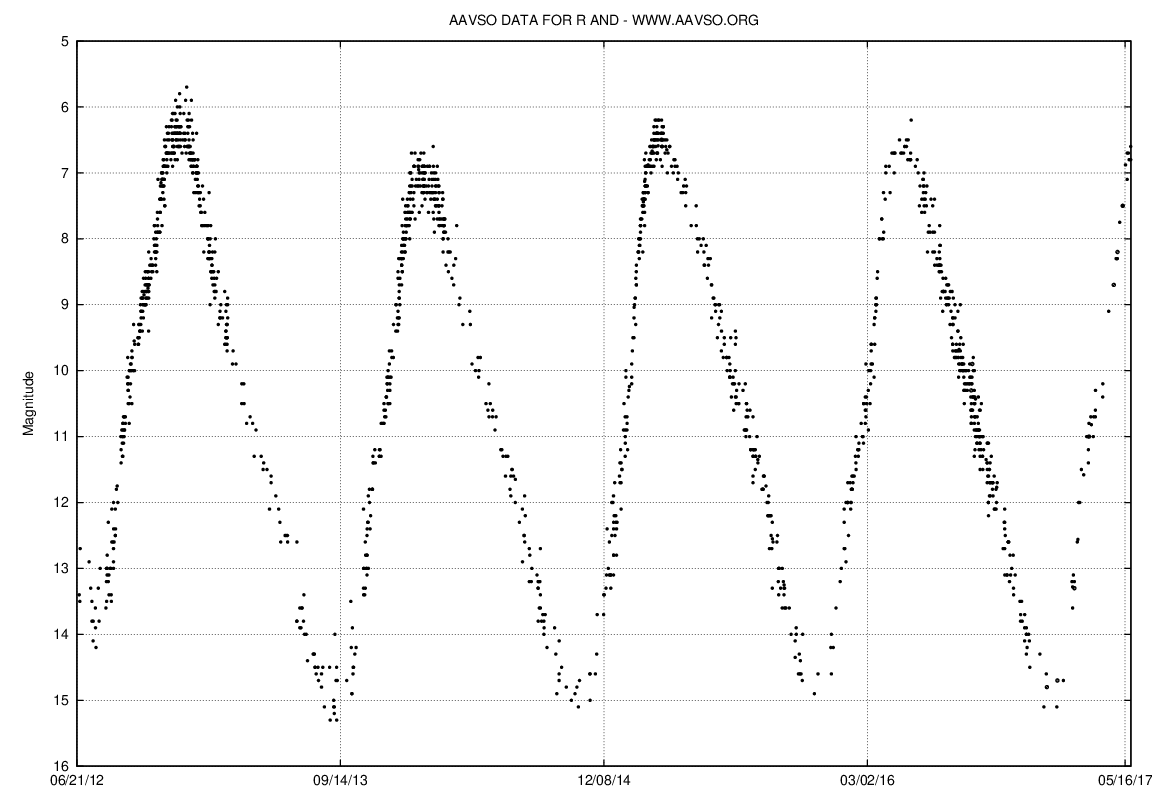
Corba de llum de R Andromedae

R d'Andròmeda mostra variacions periòdiques de la seva brillantor aproximadament cada 409 dies. La brillantor màxima no és la mateixa cada cicle i pot arribar a un punt màxim de magnitud de mv = 5.8, amb els mínims més baixos coneguts, gairebé 10 magnituds més febles. La pujada a la brillantor màxima és aproximadament el doble de ràpida que la baixada a la brillantor mínima. Es classifica com a variable Mira. Aquestes estrelles es contrauen i s’expandeixen regularment, canviant la mida i la temperatura, i això provoca les variacions de brillantor.

## Propietats
R d'Andròmeda té un tipus espectral que varia a mesura que canvia la seva brillantor. Amb un màxim típic, se li assigna un tipus espectral de S5/4.5e. Això la converteix en una estrella de tipus S, un gegant vermell similar a les estrelles de classe M però amb bandes moleculars inusualment fortes de ZrO en el seu espectre en comparació amb les bandes d'òxid de titani (TiO) vistes en altres gegants fresques. Les estrelles S són estrelles de carboni intermèdies i els gegants més típics rics en oxigen. El S5 indica la seva temperatura relativa, mentre que el nombre després de la barra és una mesura de la proporció relativa C:O, que significa que el carboni és aproximadament un 97% tan abundant com l’oxigen. Les bandes ZrO de R d'Andròmeda són vint vegades més fortes que les de TiO. Quan és més feble, el tipus espectral s'ha classificat tan tard com S8,8e. En aquest sistema de classificació més antic per a les estrelles S, el nombre després de la coma és una indicació de la força relativa de les bandes ZrO i TiO que abans es considerava per mostrar la proporció C:O.
R d'Andròmeda, com totes les variables Mira, és una estrella de branca asimptòtica de les gegants, que ha esgotat el seu nucli d'heli i el crema en una closca fora del nucli i l’hidrogen en una closca més propera a la superfície. Aquestes estrelles sofreixen esdeveniments de drenatge que provoquen la convecció de productes de fusió a la superfície i anomalies com el carboni i el zirconi millorats. Les estrelles de les branques gegants asimptòtiques són gegants vermells molt frescos i lluminosos; R d'Andròmeda varia en temperatura i lluminositat, però normalment és d’uns 2.500 K i 6.300 L☉. El diàmetre angular de R Andromedae s'ha mesurat a 8,63±1,42 mas i 8,32±1,27 mas en dates diferents, corresponents a radis de 493±129 R☉ i 476±120 R☉ respectivament, assumint una distància de 532 pc.